# 613419 Lafayettequartet
613419 Lafayettequartet è un asteroide della fascia principale. Scoperto nel 2006, presenta un'orbita caratterizzata da un semiasse maggiore pari a 2,3081490 au e da un'eccentricità di 0,2383648, inclinata di 1,56847° rispetto all'eclittica.
Dal 13 giugno al 4 luglio 2022, quando 616689 Yihangyiyang ricevette la denominazione ufficiale, è stato l'asteroide denominato con il più alto numero ordinale. Prima della sua denominazione, il primato era di 612163 Thelowes.
L'asteroide è dedicato al quartetto musicale statunitense tutto femminile  Lafayette String Quartet.